# Ultros
Ultros est un jeu vidéo de type Metroidvania développé par Hadoque et publié par Kepler Interactive. Le joueur contrôle un voyageur spatial qui se réveille sur un vaisseau extraterrestre qui emprisonne un démon. Ultros est disponible pour macOS, Windows, PlayStation 4, PlayStation 5 et est sorti le 13 février 2024.

## Système de jeu
Le joueur contrôle un voyageur spatial qui se réveille sur un vaisseau appelé Sarcophage, qui emprisonne un démon nommé Ultros. Le joueur doit empêcher Ultros de se réveiller. Le navire est envahi par la végétation et divers extraterrestres vivent à bord. Interagir avec ces extraterrestres peut donner au joueur des graines qui peuvent devenir des plantes comestibles. En raison d'une boucle temporelle sans fin, certains extraterrestres sont devenus fous et sont désormais des boss que le joueur doit vaincre en les combattant. Le joueur dispose de différents types d'attaques. Réaliser des attaques de précision avec des compétences avancées pour vaincre les boss donne au joueur des bonus plus puissants. La boucle temporelle permet au joueur de revenir au début de la partie. Bien que certains aspects soient conservés, les compétences du joueur sont réinitialisées après chaque boucle, cependant, ses compétences sont dorénavant plus faciles à développer. Le monde change également en fonction des choix du joueur dans les boucles temporelles précédentes, qui peuvent ouvrir des zones auparavant inaccessibles. Cela se fait souvent en sautant sur des plateformes, comme dans les jeux Metroidvania. Mourir amène le joueur à revenir au dernier point de sauvegarde.

## Développement
Pour la conception d'Ultros, l'artiste Niklas Åkerblad a voulu créer un monde cohérent. Enfant, il pensait que Sonic the Hedgehog était plus cohérent que la série concurrente Super Mario, qui, selon lui, ressemblait à « un amalgame d'idées très différentes ». La conception du vaisseau Sarcophage est influencée par la représentation de Cthulhu par H.P. Lovecraft, qui conserve une influence sur notre réalité bien qu'il soit piégé ailleurs. Åkerblad a souhaité invoquer la terreur et l'émerveillement sur le thème écologique de Nausicaä de la Vallée du Vent et la difficulté de communiquer avec une intelligence non humaine des Rencontres du troisième type. La mécanique de la boucle temporelle est conçue pour imiter le karma, de sorte que les actions d'une vie soient reportées dans la suivante. Les développeurs voulaient également que les joueurs puissent prendre des décisions sous différents angles. Le studio est basé en Suède, mais le compositeur Oscar Rydelius s'est rendu au Pérou pour enregistrer des instruments indigènes et des sons ambiants dans la forêt amazonienne. Il a ensuite modifié la hauteur des sons et expérimenté pour trouver des moyens de les équilibrer afin de les rendre à la fois familiers et surnaturels. Ultros est sorti sur macOS, PlayStation 4, PlayStation 5 et Microsoft Windows le 13 février 2024.